# Среднеанглийский язык
Среднеанглийский язык — существовавший в виде ряда диалектов язык, на котором говорили в средневековой Англии (а также, наряду с местными языками, в Шотландии и Ирландии) в XI—XV веках от нормандского завоевания до принятия стандарта королевской канцелярии (1470). Сменил древнеанглийский язык. Условной границей среднеанглийского и ранненовоанглийского периодов считается середина — третья четверть XV века. Тексты на среднеанглийском языке записаны латиницей. Несмотря на растущий престиж лондонского диалекта, общепринятый письменный стандарт отсутствовал вплоть до конца среднеанглийского периода.
Иногда также говорят о среднеанглийском периоде становления современного английского языка.

## Влияние других языков
До введения Стандарта королевской канцелярии (Chancery Standard, 1470) на территории Англии одновременно со среднеанглийским (и активно на него влияя) имели хождение также старофранцузский язык (он же нормандский — на нём говорила знать и осуществлялось управление, в том числе церковное), латинский язык (использовался при дворе, в церковной службе) и германские языки (торговля и торговые термины, профессиональная жизнь). Многие слова из этих языков вошли в английский.

## Общая характеристика
Среднеанглийский язык развился из древнеанглийского. Письменная форма последнего использовалась около ста лет до середины XII века. Среднеанглийский обнаруживает значительные фонетические, морфологические и лексические отличия от языка предыдущего периода. Развитие среднеанглийского происходило не только в результате эволюции древнеанглийских диалектов, но и под мощным влиянием языка новых хозяев Англии — норманнской знати, говорившей на диалектах старофранцузского языка.
Среднеанглийский язык уже в гораздо большей степени схож с современным. Например, современные издания Дж. Чосера (1343—1400) содержат лишь отдельные глоссы для непонятных слов.

## История

### Wycliffe’s Bible, 1384
Библия в переводе Джона Уиклифа (1384):
| Первая версия | Вторая версия | Современный английский язык | Русский язык |
| --- | --- | --- | --- |
| 1And it was don aftirward, and Jhesu made iorney by citees and castelis, prechinge and euangelysinge þe rewme of God, 2and twelue wiþ him; and summe wymmen þat weren heelid of wickide spiritis and syknessis, Marie, þat is clepid Mawdeleyn, of whom seuene deuelis wenten 3 out, and Jone, þe wyf of Chuse, procuratour of Eroude, and Susanne, and manye oþere, whiche mynystriden to him of her riches. | 1And it was don aftirward, and Jhesus made iourney bi citees and castels, prechynge and euangelisynge þe rewme of 2God, and twelue wiþ hym; and sum wymmen þat weren heelid of wickid spiritis and sijknessis, Marie, þat is clepid Maudeleyn, of whom seuene deuelis 3wenten out, and Joone, þe wijf of Chuse, þe procuratoure of Eroude, and Susanne, and many oþir, þat mynystriden to hym of her ritchesse. | 1And it came to pass afterward, that Jesus went throughout every city and village (castle), preaching and showing the kingdom of 2God, and the twelve were with him; and certain women, which had been healed of wicked spirits and sicknesses, Mary called Magdalene, out of whom 3went seven devils, and Joanna the wife of Chuza, the steward of Herod, and Susanna, and many others, which provided for Him from their substance. | 1 После сего Иисус проходил по городам и селениям, проповедуя и благовествуя Царствие Божие, и с Ним двенадцать, 2 и некоторые женщины, которых Он исцелил от злых духов и болезней: Мария, называемая Магдалиною, из которой вышли семь бесов, 3 и Иоанна, жена Хузы, домоправителя Иродова, и Сусанна, и многие другие, которые служили Ему имением своим. |

## Памятники
- Орм «Ормулум»
- У. Ленгленд «Видение о Петре-пахаре»
- Дж. Чосер «Кентерберийские рассказы»
- «Облако неведения» — христианский мистический трактат, около 1375 г.